# Milionària
Milionària è un singolo della cantante spagnola Rosalía, pubblicato il 3 luglio 2019 come primo estratto dall'EP Fucking Money Man.

## Descrizione
Il brano, scritto e prodotto dalla stessa interprete con El Guincho, è cantato in catalano.

## Video musicale
Il video musicale è stato reso disponibile il 3 luglio 2019, in concomitanza con l'uscita del singolo.

## Tracce
Fucking Money Man
Testi e musiche di Pablo Díaz-Reixa e Rosalía Vila.
1. Milionària – 2:18
2. Dios nos libre del dinero – 1:48

## Formazione
- Rosalía – voce, produzione
- El Guincho – produzione, registrazione
- Chris Athens – mastering
- Jaycen Joshua – missaggio
- Morning Estrada – registrazione
- Rau Riutort – registrazione

## Successo commerciale
Milionària ha debuttato alla vetta della classifica dei singoli spagnola compilata dalla Productores de Música de España, diventando così la quarta numero uno di Rosalía in madrepatria.

## Classifiche

### Classifiche settimanali
| Classifica (2019) | Posizione massima |
| ----------------- | ----------------- |
| Spagna            | 1                 |

### Classifiche di fine anno
| Classifica (2019) | Posizione |
| ----------------- | --------- |
| Spagna            | 54        |